# Liste der Biografien/Horz
Liste der Biografien |
Portal Biografien |
Personensuche
# |
A |
B |
C |
D |
E |
F |
G |
H |
I |
J |
K |
L |
M |
N |
O |
P |
Q |
R |
S |
T |
U |
V |
W |
X |
Y |
Z |
?
 
Ha |
Hd |
He |
Hi |
Hj |
Hk |
Hl |
Hm |
Hn |
Ho |
Hr |
Hs |
Ht |
Hu |
Hv |
Hw |
Hy
 
Hoa |
Hob |
Hoc |
Hod |
Hoe |
Hof |
Hog–Hok |
Hol |
Hom |
Hon |
Hoo |
Hop |
Hoq |
Hor |
Hos |
Hot |
Hou |
Hov |
How |
Hox |
Hoy |
Hoz
 
Hora |
Horb |
Horc |
Hord |
Hore |
Horf |
Horg |
Horh |
Hori |
Horj |
Hork |
Horl |
Horm |
Horn |
Horo |
Horp |
Horr |
Hors |
Hort |
Horu |
Horv |
Horw |
Horx |
Hory |
Horz
Die Liste der Biografien führt alle Personen auf, die in der deutschsprachigen Wikipedia einen Artikel haben. Dieses ist eine Teilliste mit 12 Einträgen von Personen, deren Namen mit den Buchstaben „Horz“ beginnt.

## Horz
- Horz, Cornelia (* 1957), deutsche Juristin, Richterin und Gerichtspräsidentin
- Hörz, Helga (* 1935), deutsche marxistische Philosophin und Frauenrechtlerin
- Hörz, Herbert (1933–2024), deutscher marxistischer Philosoph und Wissenschaftshistoriker
- Horz, Holger (* 1968), deutscher Psychologe und Hochschullehrer für Pädagogische Psychologie
- Horz, Wendela (* 1969), deutsche Goldschmiedin, Gutachterin, Gemmologin und Diamantgraduiererin

### Horza
- Horzalka, Johann (1798–1860), österreichischer Pianist und Komponist

### Horze
- Horžen, Kristjan (* 1999), slowenischer Handballspieler
- Horzetzky, Günther (* 1951), deutscher politischer Beamter

### Horzi
- Horzinek, Marian (1936–2016), deutscher Tierarzt, Virologe und Hochschullehrer an der Universität Utrecht
- Hörzing, Franz (1913–2010), österreichischer Architekt, Maler, Dichter und Musiker
- Hörzing, Karin (* 1963), österreichische Politikerin (SPÖ)

### Horzo
- Horzon, Rafael, deutscher Unternehmer, Autor und DesignerRafael Horzon

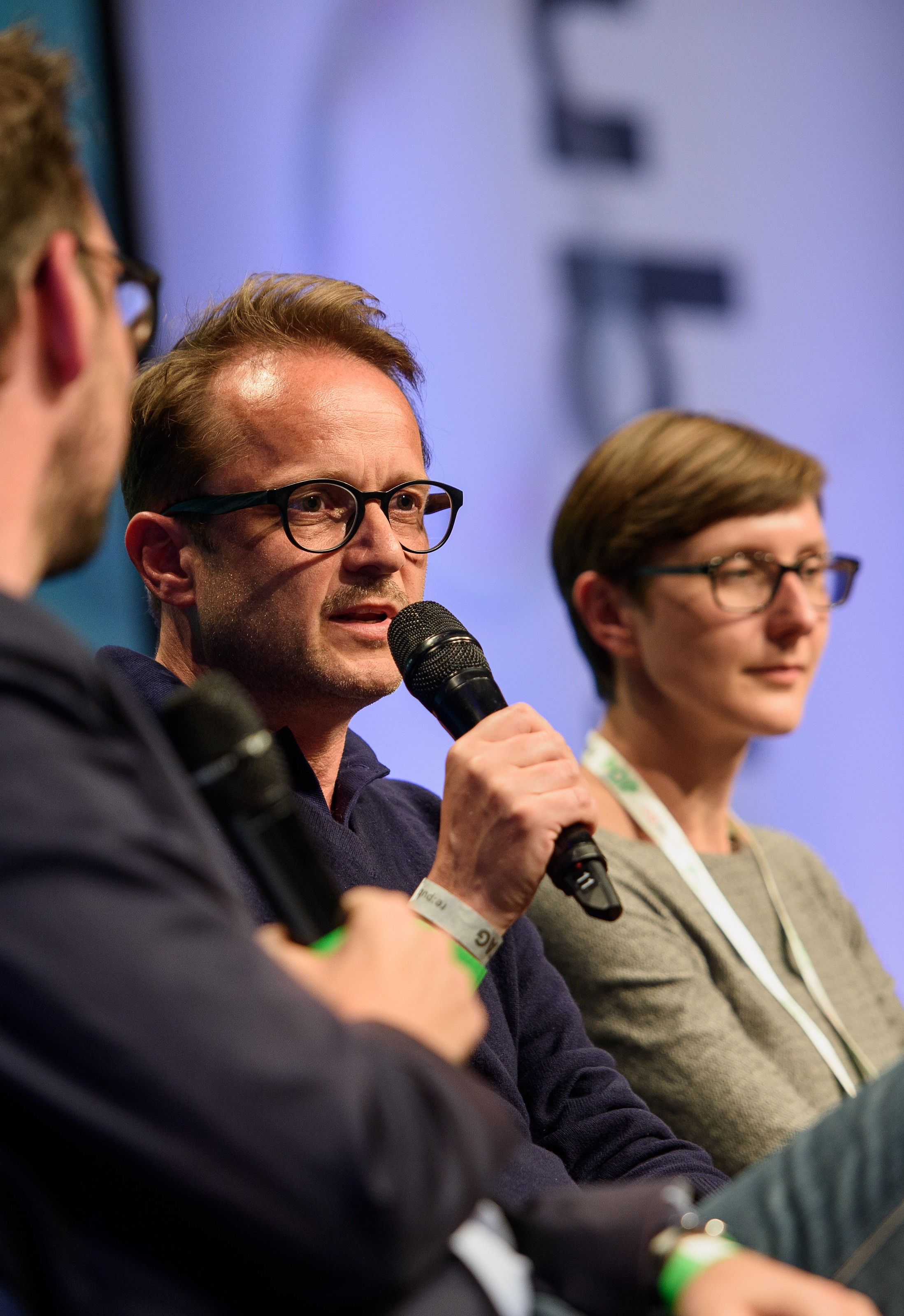
Rafael Horzon